# Murányi Zita
Murányi Zita (Budapest, 1982. január 17. –) magyar író, költő, újságíró.
Versei jelentek meg egyebek között a Mozgó Világban, az Élet és Irodalomban, a Jelenkorban, a Bárkában, a Népszabadságban. Első önálló kötetére, a 2003-ban megjelent Tükörpalota című kisregényre 2004-ben Bródy Sándor-díjat kapott.

## Prózakötetei
- Tükörpalota. Mozaik; Stádium, Bp., 2003 ISBN 963-9156-38-8
- DuplApu (regény); Korona Bp., 2007 ISBN 9789639589926
- Freedom; Magyar Napló, Bp., 2022
- On Mr. Darcy's sofa, Inovie 2023 (https://www.inoviebooks.com/, angol nyelvű regény)

## Verskötetei
- Csillag; Equinter, Bp., 2015 (Merülés)
- Jolly Joker; Litera-Túra, Pécs, 2018
- (V)érző fa; Magyar Napló, Bp., 2020

## Antológiák
- Kövek szülnek virágot, Stádium Kiadó 2002, ISBN 963-9156-29-9
- Vesztőhely és menedék, Stádium Kiadó 2003, ISBN 963-9156-30-2
- Nyárdélutáni Hold Rómában, Stádium Kiadó 2003, (a katalógusokban formailag hibás ISBN-nel szerepel) ISBN 963-9156-31-1
- Mátyás-ponyva
- Aranysityak
- Családi kör
- Felhőpárna
- Viszek egy szívet
- Nini néni és a többiek
- Mondanivalók
- Pehelyszárnyak 2022 Kálvin Kiadó, Irodalmi szöveggyűjtemény 1–2. évfolyam
- They'll Be Good for Seed (anthology of contemporary Hungarian poetry)
- Az év versei
- Körkép 2023 Magvető Kiadó

## Díjai
- Bródy Sándor-díj, 2004
- Móricz Zsigmond-ösztöndíj, 2008

## Külső hivatkozások
- A 168 Óra írása Murányi Zitáról[halott link]
- Dukay Nagy Ádám a Tükörpalotáról a Szépirodalmi Figyelőben[halott link]
- Az ÉS ismertetője a Tükörpalotáról Archiválva 2007. október 26-i dátummal a Wayback Machine-ben (Nagy Boglárka írása)
- Rácz I. Péter kritikája a DuplApuról a litera.hu-n